# Мадридская консерватория
Мадридская Королевская консерватория (исп. Real Conservatorio Superior de Música de Madrid) — ведущее высшее образовательное учреждение Испании в области музыки. Расположена в Мадриде.
Консерватория была учреждена указом короля Фердинанда VII от 15 июля 1830 года и находилась первоначально под покровительством королевы Марии Кристины. Занятия начались 1 января 1831 года, но торжественное открытие состоялось только 2 апреля. Последовавшая почти сразу вслед за этим гражданская война на долгие годы сделала финансовое положение консерватории крайне ненадёжным, а руководство ею осуществляли государственные чиновники, оказавшиеся по совместительству музыкантами-любителями, и лишь с открытием в 1852 году Королевского театра, в здание которого консерватория переехала, учебный процесс стабилизировался. В 1857 г. была проведена реформа системы обучения, разделившая преподавание на начальный курс и курс высшего мастерства. Дальнейшее совершенствование системы преподавания связано с руководством Томаса Бретона, вставшего у руля консерватории в начале XX века. В 1925 г. здание театра было объявлено находящимся в аварийном состоянии и закрыто, и на протяжении последующих сорока лет консерватория странствовала по разным помещениям, вернувшись в здание театра лишь в 1966 году. К 1990 году для консерватории было наконец возведено специальное здание.

## Руководители консерватории
- Франческо Пьермарини (1830—1838)
- Антонио Тенрейро Монтенегро, граф Виго (1838—1841)
- Хосе Аранальде (1842—1846)[1]
- Хуан Фелипе Мартинес Альмагро (1848—1851)
- Хуан Флоран, маркиз Табуэрнига (1851—1853)
- Хоакин Мария Феррер Кафранга (1853—1856)
- Вентура де ла Вега (1857—1865)
- Мигель Иларион Эслава и Хулиан Ромеа[2] (1865—1868)
- Эмилио Арриета (1868—1894)
- Хесус де Монастерио (1894—1897)
- Ильдефонсо Химено (1897—1901)
- Томас Бретон (1901—1911)
- Энрике Фернандес Арбос (1912)
- Сесилио де Рода-и-Лопес (1912)
- Томас Бретон (1913—1921)
- Антонио Фернандес Бордас (1921—1939)[3]
- Немесио Отаньо (1940—1951)
- Федерико Сопенья (1951—1956)
- Хесус Гуриди (1956—1961)
- Хосе Кубилес (1962—1964)
- Кристобаль Альфтер (1964—1966)
- Франсиско Калес Отеро (1966—1970)
- Хосе Морено Баскуньяна (1970—1979)
- Мигель дель Барко Гальего (1979—1983)
- Педро Лерма Леон (1983—1985)
- Энкарнасьон Лопес де Ареноса (1985—1987)
- Карлос Эсбри (1987—1988)
- Мигель дель Барко Гальего (1988—2008)
- Ансельмо Игнасио де ла Кампа Диас (2008—2012)
- Ана Гихарро (2012—2013)
- Адольфо Гарсес Компанс (2013—2014)
- Ана Гихарро (с 2014 г.)